# Енцо Шифо
Енцо Шифо (итал. Vincenzo "Enzo" Daniele Scifo; Ла Лувјер, 19. фебруар 1966) бивши је белгијски фудбалер. Након играчке каријере ради као фудбалски тренер.

## Kаријера
Рођен је 19. фебруара 1966. године у Ла Лувјеру, његова породица је италијанског порекла. Врло брзо је примећен његов таленат за фудбал, због чега су га прозвали „мали Пеле”. Са седам година је играо у млађим категоријама нижелигаша Ла Лувијер. Придружио се омладинском тиму најтрофејнијег белгијског клуба Андерлехт девет година касније 1982. године, а после годину дана дебитовао је за први тим клуба.
Након три освојена првенства Белгије у саставу Андерлехта, Шифо је прешао 1987. године у италијански Интер. После неуспешних наступа у Милану, преселио се у Бордо, где је такође разочарао својом игром. Фудбалску каријеру је наставио у Оксеру 1989. године. Вратио се у Италију 1991. године, потписао је уговор са Торином. Са клубом је успео да се пласира у финале Купа УЕФА сезоне 1991/92. После играња у Италији, прелази у Монако, са којим је освојио француско првенство у сезони 1996/97. Вратио се у Андерлехт 1997. године и освојио са тимом своју четврту титулу Белгије. Године 2000. прелази у Шарлроа, али је играчку каријеру завршио за мање од годину дана пошто му је дијагностикован хронични артритис.
Након што је завршио играчку каријеру, Шифо је остао у Шарлроа, радио је као главни тренер једну сезону. Након тога тренирао је белгијске клубове Тјубиз, Мускрон и Монс. У 2015. години постављен је за селектора омладинске фудбалске репрезентације Белгије, а већ наредне године се повукао са места селектора.

## Репрезентација
Године 1984. дебитовао је за репрезентацију Белгије на утакмици против Мађарске. Као члан репрезентације наступио је на четири Светска првенства у фудбалу 1986, 1990, 1994 и 1998, на којима је одиграо укупно 16 утакмица. Био је у саставу репрезентације на Европском првенству 1984. године које је одржано у Француској. Постигао је укупно 18 голова на 84 утакмице за национални тим.

## Успеси

### Андерлехт
- Прва лига Белгије (4) : 1984/85, 1985/86, 1986/87, 1999/00.
- Куп УЕФА : финале 1983/84.

### Монако
- Прва лига Француске (1) : 1996/97.

### Торино
- Куп Италије (1) : 1992/93.
- Куп УЕФА : финале 1991/92.

## Статистике каријере

### Клуб
| Клуб      | Клуб         | Клуб              | Лига    | Лига   | Куп         | Куп         | Лига Куп | Лига Куп | Континентално | Континентално | Укупно  | Укупно |
| Сезона    | Клуб         | Лига              | Наступи | Голови | Наступи     | Голови      | Наступи  | Голови   | Наступи       | Голови        | Наступи | Голови |
| Белгија   | Белгија      | Белгија           | Лига    | Лига   | Куп Белгије | Куп Белгије | Лига куп | Лига куп | Европа        | Европа        | Укупно  | Укупно |
| --------- | ------------ | ----------------- | ------- | ------ | ----------- | ----------- | -------- | -------- | ------------- | ------------- | ------- | ------ |
| 1983/84   | Андерлехт    | Прва лига Белгије | 25      | 5      |             |             |          |          |               |               |         |        |
| 1984/85   | Андерлехт    | Прва лига Белгије | 30      | 14     |             |             |          |          |               |               |         |        |
| 1985/86   | Андерлехт    | Прва лига Белгије | 31      | 5      |             |             |          |          |               |               |         |        |
| 1986/87   | Андерлехт    | Прва лига Белгије | 33      | 8      |             |             |          |          |               |               |         |        |
| Италија   | Италија      | Италија           | Лига    | Лига   | Куп Италије | Куп Италије | Лига куп | Лига куп | Европа        | Европа        | Укупно  | Укупно |
| 1987/88   | Интер Милано | Серија А          | 28      | 4      | 10          | 0           | -        | -        | 6             | 1             | 44      | 5      |
| Француска | Француска    | Француска         | Лига    | Лига   | Куп         | Куп         | Лига куп | Лига куп | Европа        | Европа        | Укупно  | Укупно |
| 1988/89   | Бордо        | Лига 1            | 24      | 7      |             |             |          |          |               |               |         |        |
| 1989/90   | Оксер        | Лига 1            | 33      | 11     |             |             |          |          |               |               |         |        |
| 1990/91   | Оксер        | Лига 1            | 34      | 14     |             |             |          |          |               |               |         |        |
| Италија   | Италија      | Италија           | Лига    | Лига   | Куп Италије | Куп Италије | Лига куп | Лига куп | Европа        | Европа        | Укупно  | Укупно |
| 1991/92   | Торино       | Серија А          | 30      | 9      | 5           | 0           | -        | -        | 11            | 2             | 46      | 11     |
| 1992/93   | Торино       | Серија А          | 32      | 7      | 6           | 2           | -        | -        | 4             | 0             | 42      | 9      |
| Француска | Француска    | Француска         | Лига    | Лига   | Куп         | Куп         | Лига куп | Лига куп | Европа        | Европа        | Укупно  | Укупно |
| 1993/94   | Монако       | Лига 1            | 31      | 6      |             |             |          |          |               |               |         |        |
| 1994/95   | Монако       | Лига 1            | 11      | 2      |             |             |          |          |               |               |         |        |
| 1995/96   | Монако       | Лига 1            | 34      | 7      |             |             |          |          |               |               |         |        |
| 1996/97   | Монако       | Лига 1            | 15      | 5      |             |             |          |          |               |               |         |        |
| Белгија   | Белгија      | Белгија           | Лига    | Лига   | Куп Белгије | Куп Белгије | Лига куп | Лига куп | Европа        | Европа        | Укупно  | Укупно |
| 1997/98   | Андерлехт    | Прва лига Белгије | 30      | 4      |             |             |          |          |               |               |         |        |
| 1998/99   | Андерлехт    | Прва лига Белгије | 27      | 8      |             |             |          |          |               |               |         |        |
| 1999/00   | Андерлехт    | Прва лига Белгије | 17      | 2      |             |             |          |          |               |               |         |        |
| 2000/01   | Шарлроа      | Прва лига Белгије | 12      | 3      |             |             |          |          |               |               |         |        |
| Укупно    | Белгија      | Белгија           | 205     | 49     |             |             |          |          |               |               |         |        |
| Укупно    | Италија      | Италија           | 90      | 20     |             |             |          |          |               |               |         |        |
| Укупно    | Француска    | Француска         | 182     | 52     |             |             |          |          |               |               |         |        |
| Укупно    | Укупно       | Укупно            | 477     | 121    |             |             |          |          |               |               |         |        |

### Репрезентација
| Белгија | Белгија | Белгија |
| Година  | Наступи | Голови  |
| ------- | ------- | ------- |
| 1984    | 8       | 1       |
| 1985    | 3       | 1       |
| 1986    | 12      | 3       |
| 1987    | 4       | 0       |
| 1988    | 4       | 0       |
| 1989    | 5       | 0       |
| 1990    | 9       | 2       |
| 1991    | 6       | 3       |
| 1992    | 6       | 1       |
| 1993    | 5       | 4       |
| 1994    | 6       | 0       |
| 1995    | 3       | 2       |
| 1996    | 4       | 0       |
| 1997    | 4       | 0       |
| 1998    | 5       | 1       |
| Укупно  | 84      | 18      |

### Голови за репрезентацију
Голови Шифа у дресу са државним грбом.
| #   | Датум               | Место         | Противник          | Резултат | Такмичење                                 |
| --- | ------------------- | ------------- | ------------------ | -------- | ----------------------------------------- |
| 1.  | 17. октобар 1984.   | Брисел        | Албанија           | 3:1      | Квалификације за Светско првенство 1986.  |
| 2.  | 27. март 1985.      | Брисел        | Грчка              | 2:0      | Квалификације за Светско првенство 1986.  |
| 3.  | 8. јун 1986.        | Толука        | Ирак               | 2:1      | Светско првенство 1986.                   |
| 4.  | 15. јун 1986.       | Леон          | Совјетски Савез    | 4:3      | Светско првенство 1986.                   |
| 5.  | 10. септембар 1986. | Брисел        | Република Ирска    | 2:2      | Квалификације за Европско првенство 1988. |
| 6.  | 26. мај 1990.       | Брисел        | Румунија           | 2:2      | Пријатељска                               |
| 7.  | 17. јун 1990.       | Верона        | Уругвај            | 3:1      | Светско првенство 1990.                   |
| 8.  | 27. фебруар 1991.   | Брисел        | Луксембург         | 3:0      | Квалификације за Европско првенство 1992. |
| 9.  | 11. септембар 1991. | Луксембург    | Луксембург         | 2:0      | Квалификације за Европско првенство 1992. |
| 10. | 9. октобар 1991.    | Секешфехервар | Мађарска           | 2:0      | Пријатељска                               |
| 11. | 25. март 1992.      | Париз         | Француска          | 3:3      | Пријатељска                               |
| 12. | 13. фебруар 1993.   | Никозија      | Кипар              | 3:0      | Квалификације за Светско првенство 1994.  |
| 13. | 13. фебруар 1993.   | Никозија      | Кипар              | 3:0      | Квалификације за Светско првенство 1994.  |
| 14. | 22. мај 1993.       | Брисел        | Фарска Острва      | 3:0      | Квалификације за Светско првенство 1994.r |
| 15. | 13. октобар 1993.   | Букурешт      | Румунија           | 1:2      | Квалификације за Светско првенство 1994.  |
| 16. | 7. јун 1995.        | Скопље        | Северна Македонија | 5:0      | Квалификације за Европско првенство 1996. |
| 17. | 7. јун 1995.        | Скопље        | Северна Македонија | 5:0      | Квалификације за Европско првенство 1996. |
| 18. | 6. јун 1998.        | Брисел        | Парагвај           | 1:0      | Пријатељска                               |